# 영천초등학교 (경남)
영천초등학교는 대한민국 경상남도 양산시 동면 여락리에 있는 공립 초등학교이다.

## 학교 연혁
- 1923년 11월 14일 영천공립보통학교 개교
- 1938년 4월 1일 영천공립심상소학교로 개칭[1]
- 1941년 4월 1일 영천공립국민학교로 개칭[2]
- 1970년 3월 31일 중학교 무시험 진학 부산 제4학군 편입
- 1970년 10월 14일 본관 3교실 신축
- 1975년 10월 6일 서편 5교실 준공
- 1981년 3월 5일 병설유치원 개원
- 1996년 3월 1일 영천초등학교로 개칭[3]
- 2007년 9월 12일 과학실 현대화 사업
- 2008년 12월 12일 도서실(2실) 설치
- 2009년 2월 26일 다목적실(3실) 준공
- 2009년 3월 20일 컴퓨터실(1.5실) 현대화 사업
- 2011년 3월 1일 교육환경 시설 개선 공사 완료
- 2011년 3월 1일 동면초등학교 통폐합
- 2011년 12월 2일 영천발자취(학교 역사관) 조성
- 2020년 2월 15일 제93회 졸업(졸업생 6,275명)
- 2020년 3월 1일 제40대 최천학 교장 부임

## 참고 자료
- 영천초등학교 - 한국교육학술정보원 학교알리미